# 克洛阿尔卡诺埃特
克洛阿尔卡诺埃特（法語：Clohars-Carnoët，法語發音：[klɔaʁ kaʁnwεt]）是法国菲尼斯泰尔省的一个市镇，属于坎佩尔区。

## 地理
克洛阿尔卡诺埃特（47°47'45"N, 3°35'9"W）面积34.83 平方千米，位于法国布列塔尼大區菲尼斯泰尔省，该省份为法国最西部的省份，位于布列塔尼半岛西部，北西南三面环大西洋，东临阿摩尔滨海省和莫尔比昂省。
与克洛阿尔卡诺埃特接壤的市镇（或旧市镇、城区）包括：吉代勒、滨海莫埃朗、坎佩莱。

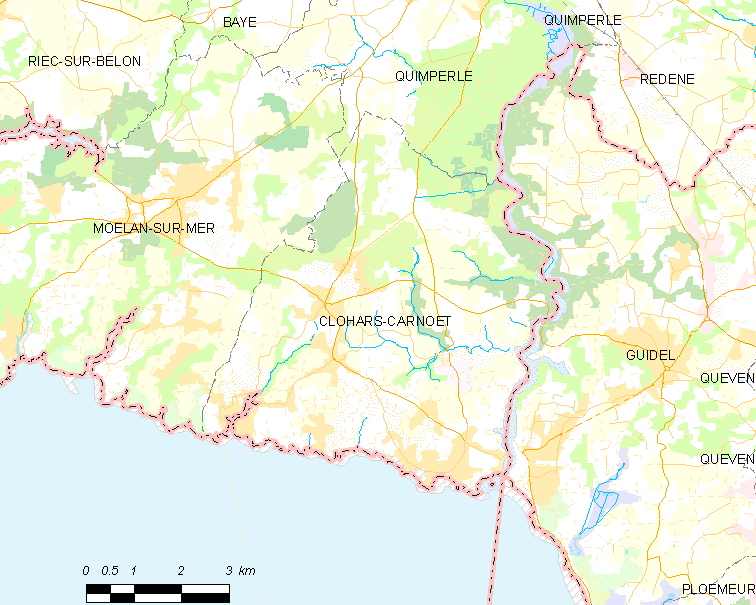
克洛阿尔卡诺埃特的OSM定位图

克洛阿尔卡诺埃特的时区为UTC+01:00、UTC+02:00（夏令时）。

## 行政
克洛阿尔卡诺埃特的邮政编码为29360，INSEE市镇编码为29031。

## 政治
克洛阿尔卡诺埃特所属的省级选区为坎佩莱县。

## 人口

1962-2008年间克洛阿尔卡诺埃特人口变化图示

克洛阿尔卡诺埃特于2022年1月1日时的人口数量为4701人。